# 떡쑥
떡쑥은 국화과에 딸린 두해살이풀이다. 한국·일본·중국 등 동아시에 널리 분포한다. 괴쑥·솜쑥·서국초(鼠麴草)라고도 하며 한의학에서는 미국(米麴)으로도 부른다.

## 생태
높이 15-40cm이며, 전체가 솜 같은 흰 털로 덮여서 흰빛이 돈다. 뿌리 잎은 꽃이 필 때쯤 말라죽는다. 줄기잎은 어긋나고 주걱형 또는 도피침형으로 가장자리가 밋밋하며 길이 2-6cm, 너비 4-12mm로 밑부분이 좁아져 원줄기로 흐른다. 꽃은 5-7월에 피며 산방꽃차례에 많은 두상화가 달린다. 포린은 3줄로 배열하고 누른빛이 돌며, 관모는 길이가 2.5mm 정도로서, 황백색이 돌고, 밑부분이 완전히 합쳐지지 않는다.

## 쓰임새
꽃이 필 때 채취하여 어린 것은 나물로 먹는다.  4~6월경 꽃이 핀 떡쑥 전체를 채집하여 햇볕에 말린 것을 생약명으로 서국초라 한다. 플라보노이드, 피토스테롤, 스티그마스테롤 등의 성분을 함유하고 있으며 이뇨, 거담 등의 효능이 있다. 감기로 기침이 나오거나 편도염으로 목이 부었을 때 서국초 20g을 물 3컵 정도를 넣고 물이 절반 정도로 줄때 약한 불로 달여서 양치액으로 쓴다. 또한,타상을 입었을 때 생풀을 찧어 붙이면 효과를 볼수  있다.

## 사진

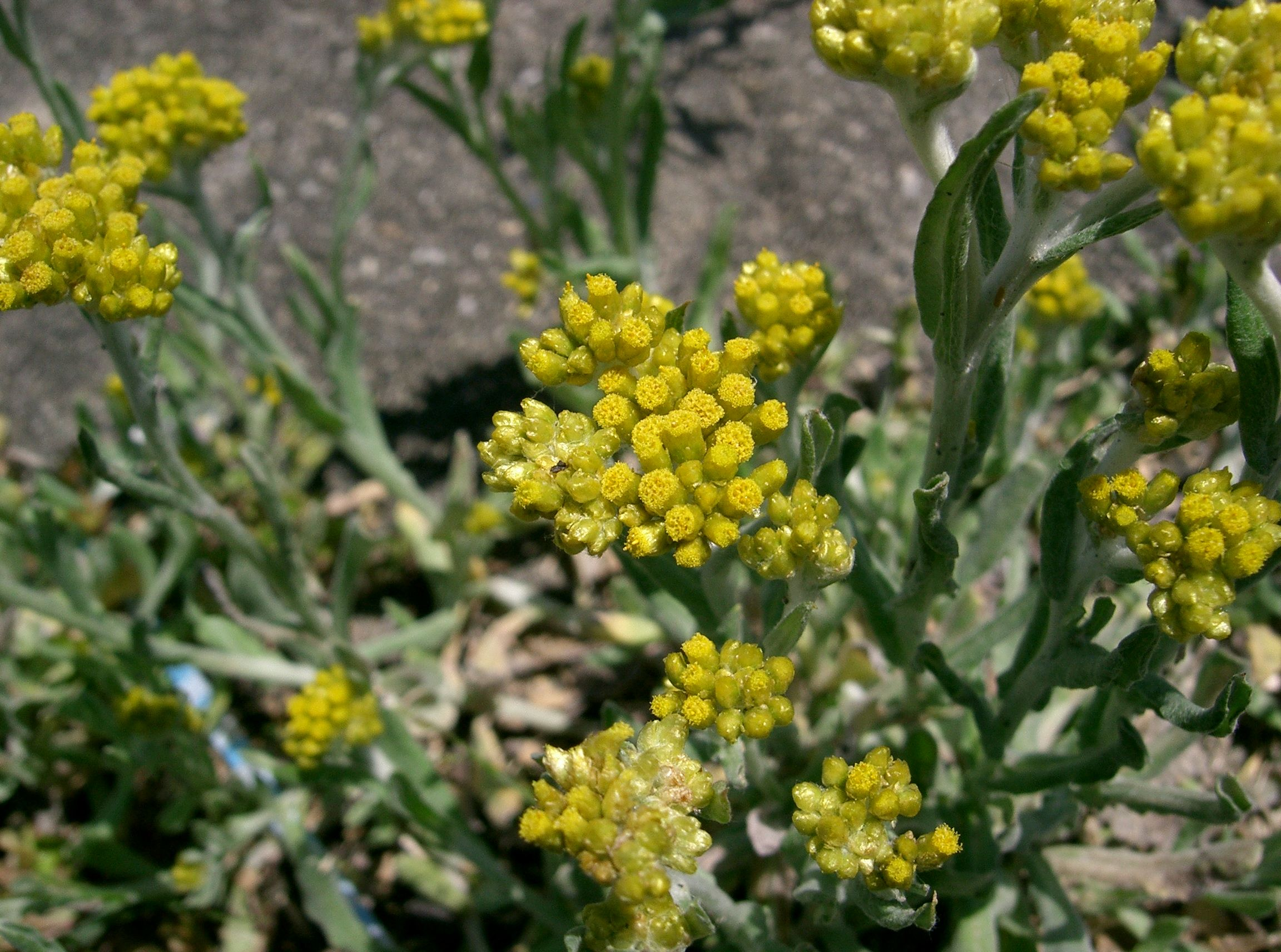
꽃

## 참고 문헌
- 이 문서에는 다음커뮤니케이션(현 카카오)에서 GFDL 또는 CC-SA 라이선스로 배포한 글로벌 세계대백과사전의 내용을 기초로 작성된 글이 포함되어 있습니다.